# Hoy por hoy
Hoy por hoy es un noticiero radiofónico de España, que se transmite desde el lunes 22 de septiembre de 1986 en la Cadena SER. Con 38 años en antena ha sido líder de la radio matinal en numerosas ocasiones.
En 2002, el noticiero se expande internacionalmente, empezándose a transmitir en varios países latinoamericanos, como Colombia y México, y también a los Estados Unidos, empezando a transmitirse en agosto de ese año.

## Hoy por hoy (España)
Hoy por hoy es un programa de radio español, producido por el departamento de informativos de la Cadena SER. Es, con una media de tres millones de oyentes, el programa líder de la radio en España. Se emite diariamente de lunes a viernes desde las 6.00 hasta las 12.20 horas. El programa, de marcado carácter informativo, dedica las primeras horas del programa a repasar la actualidad española e internacional de todos los ámbitos, especialmente en el terreno político. Destaca por la emisión en directo de entrevistas a los personajes más destacados del día, incluyendo a los principales líderes políticos y jefes de gobierno. Este tramo se emite entre las 06:00 y las 10:00 horas.
Desde las 10.00 y hasta las 12.20 horas el programa adquiere un tono más desenfadado dando entrada a diversas secciones de temática variada, en las que también tiene cabida el humor.

### Historia
Hoy por hoy se emitió por primera vez el 22 de septiembre de 1986, dirigido y presentado por Iñaki Gabilondo. Durante sus primeros años en antena mantuvo una dura pugna con el programa Protagonistas, de Luis del Olmo, que lideraba la audiencia de la franja matinal en la radio española. En la tercera ola del EGM de 1995 obtuvo el liderazgo (2.117.000 de oyentes de Hoy por hoy frente a 2.021.000 de Protagonistas) que ya no abandonaría. Paulatinamente, fue aumentando su media de oyentes hasta llegar a los 3.324.000 de la primera ola de 2004 según el EGM.
El 30 de agosto de 2005, la Cadena SER anunció el cambio más importante en la historia del programa: Iñaki Gabilondo, director y presentador durante casi 19 años, dejaba el programa para encargarse de dirigir el informativo nocturno de la por entonces nueva cadena de televisión Cuatro, perteneciente al Grupo PRISA como la Cadena SER. En sustitución de Gabilondo, la Cadena SER anunció el fichaje de Carles Francino, que dirigió y presentó Hoy por Hoy desde el 19 de septiembre de 2005.
Cabe destacar la incorporación entre finales de 2006 y 2010 de Juanma Ortega como animador y prescriptor publicitario, tras ocho años realizando el programa despertador Anda ya en Los 40 principales.
Desde el 3 de septiembre de 2012 conducían el programa Pepa Bueno y Gemma Nierga como consecuencia de una reestructuración de la programación de la Cadena SER. Carles Francino pasa a dirigir por las tardes el programa La ventana también de la Cadena SER.
En septiembre de 2017, Nierga pasó a ser sustituida por Toni Garrido.
Desde el 2 de septiembre de 2019, Àngels Barceló es la directora y presentadora del programa en toda su duración.
En 2019, el programa fue galardonado con el Premio Ondas al Mejor Programa de Radio, bajo la dirección de Pepa Bueno.

### Evolución datos de audiencia según el EGM
- 1992-1993: 1.416.000. Programa más escuchado: Protagonistas, con Luis del Olmo (1.573.000).
- 1993-1994: 1.629.000. Programa más escuchado: Protagonistas, con Luis del Olmo (1.823.000).
- 1994-1995: 2.006.000. Programa más escuchado: Protagonistas, con Luis del Olmo (2.050.000).
- 1995-1996: 2.171.000. Segundo programa más escuchado: Protagonistas, con Luis del Olmo (1.999.000).
- 1996-1997: 2.063.000. Segundo programa más escuchado: La Mañana, con Antonio Herrero (1.738.000).
- 1997-1998: 2.008.000. Segundo programa más escuchado: La Mañana, con Antonio Herrero y Luis Herrero (1.803.000).
- 1998-1999: 1.902.000. Segundo programa más escuchado: La Mañana, con Luis Herrero (1.426.000).
- 1999-2000: 2.042.000. Segundo programa más escuchado: Buenos Días, con Carlos Herrera (1.485.000).
- 2000-2001: 2.209.000. Segundo programa más escuchado: Protagonistas, con Luis del Olmo (1.696.000).
- 2001-2002: 2.355.000. Segundo programa más escuchado: Protagonistas, con Luis del Olmo (1.747.000).
- 2002-2003: 2.633.000. Segundo programa más escuchado: Protagonistas, con Luis del Olmo (1.612.000).
- 2003-2004: 3.058.000. Segundo programa más escuchado: Protagonistas, con Luis del Olmo (1.645.000).
- 2004-2005: 3.004.000. Segundo programa más escuchado: La Mañana, con Federico Jiménez Losantos (1.605.000).
- 2005-2006: 2.783.000. Segundo programa más escuchado: La Mañana, con Federico Jiménez Losantos (1.601.000, datos incompletos debido a la expulsión de forma temporal de la COPE por parte del EGM. Sólo se incluyen los datos correspondientes a la tercera ola de 2005, sin incluir, por tanto los correspondientes a la primera ola y segunda de 2006).
- 2006-2007: 2.699.000. Segundo programa más escuchado: La Mañana, con Federico Jiménez Losantos (1.690.000).
- 2007-2008: 2.813.000. Segundo programa más escuchado: Herrera en la onda, con Carlos Herrera (1.555.000).
- 2008-2009: 2.814.000. Segundo programa más escuchado: Herrera en la onda, con Carlos Herrera (1.607.000).

### Estructura
Informativo (lunes a viernes de 06:00 a 10:00) con Àngels Barceló.

Magacín (lunes a viernes de 10:00 a 12:20) con Àngels Barceló.
En esta segunda parte de Hoy Por Hoy, a las horas :00 se emiten los boletines informativos de la Cadena SER y, a las horas  y :03, los servicios informativos locales.
Secciones
Hoy por hoy noticias
Para desarrollar una visión crítica de la actualidad para entender mejor el mundo. Con Àngels Barceló y la opinión de los más destacados analistas políticos; el repaso a los grandes diarios y entrevistas a los protagonistas de la actualidad. De lunes a viernes a las 07:00.
La firma de Àngels Barceló
Una mirada sobre la política y la vida, desde la visión de Àngels Barceló.
Reportajes
Los temas más sociales tienen cabida en el primer tramo de Hoy por hoy gracias a los reportajes que intentan acercarse a la realidad que se vive hoy en España.
Las 7 de Hoy Por Hoy
Para informarse al comienzo del día en menos de veinte minutos. Las noticias sobre la actualidad nacional e internacional con Àngels Barceló. De lunes a viernes a las 07:00.
Espacio para tu comunidad
Desde las 7:20 hasta las 7:30 se dedican 10 minutos para informacion de tu provincia donde estes, se hablan temas relacionados con la actualidad de la comunidad autonoma o provincia.
Revision de Prensa internacional
A las 7:30 el equipo de hoy por hoy revisa las portadas de la prensa internacional europea y americana.
Economia
a las 7:40 javier Ruiz hace su espacio de economia que hablan sobre temas economicos relacionados con la actualidad.
La mirada
Una manera personal de contar la actualidad y la vida cada mañana a las 07:45, a través del guionista Diego San José, el poeta Luis García Montero, la periodista Maruja Torres, la escritora Najat el Hachmi y el guionista y productor ejecutivo de televisión Miguel Sánchez-Romero.
Espacio para tu comunidad
Desde las 7:50 hasta las 8:00 se dedican 10 minutos para informacion de tu provincia donde estes, se hablan temas relacionados con la actualidad de la comunidad autonoma o provincia.
Las 8 de Hoy Por Hoy
Para estar al tanto de la actualidad nacional e internacional en menos de veinte minutos. Las principales noticias para afrontar el día informado.
Espacio para tu comunidad
Desde las 8:20 hasta las 8:30 se dedican 10 minutos para informacion de tu provincia donde estes, se hablan temas relacionados con la actualidad de la comunidad autonoma o provincia.
Actualidad
Debate, tertulia y análisis.
El Abierto
La reflexión y la crítica de la actualidad están presentes en el primer bloque del programa. A partir de las 8:30 de la mañana, los analistas del programa desmenuzan los principales asuntos de la actualidad.
La entrevista
La entrevista del programa. Àngels Barceló entrevista a políticos, expertos, escritores, actores, músicos, personas relacionadas con la actualidad...
Hoy por Hoy magazine
Ciencia, filosofía, literatura, teatro, música, reflexión y humor. Con Àngels Barceló; Edurne Portela, Manuel Delgado, Marta Sanz, Jaime García Cantero, entre otros. De lunes a viernes a las 10:00.
Historias de Seve
La mirada filosófica, periodística, irónica, lúcida y original del periodista Severino Donate. 
¡Vaya historia!
Para saber interpretar la historia, el historiador Javier Traité guía a los oyentes a través de los años, de las anécdotas, de los personajes, los lugares y los acontecimientos.
Ciencia
Manuel Martín Loeches, ayuda cada semana a comprender los conceptos científicos que la actualidad vaya arrojando.
La consulta
Ramón Nogueras realiza su terapia de psicología cada semana.
La lista de Bob
Que nos gustan las listas es algo que sabe Internet desde hace veinte años. Bob Pop hace todos los lunes su propia lista y anima a los oyentes a terminarla. Son listas a su imagen y semejanza: creativas e inesperadas. Y siempre, por un azar que no buscamos comprender, coinciden exactamente con lista que teníamos en la cabeza sin saberlo. 
Barranquismo
La actriz María Barranco, reina de la tragicomedia, tiende a ser exagerada en todo, también en su talento para contar los hechos insólitos de la vida y obra de María Barranco sin despeñarse. Es el arte del barranquismo.
Comando N
Nacho Carretero y Nuño Domínguez analizan la actualidad junto a Àngels Barceló y descubren y explican detalladamente los últimos avances científicos.
Desmontando mitos
¿Mito o realidad? Desmentimos las falsas verdades que todo el mundo da por hechas. Científicos, filósofos y los más reputados expertos aportan conocimiento y sentido crítico a las ideas que se dan por supuestas.
Tecnología
Vivimos adelantados por los adelantos tecnológicos. La tecnología ha entrado en nuestra vida cotidiana y nos hemos entregado a ella con entusiasmo. Y la usamos sabiendo que ella también nos usa a nosotros. La idea de esta sección es aprender a relacionarnos con nuevos aspectos de la realidad como la Inteligencia Artificial o el Big Data con información realista. Como guía de este mundo nuevo contaremos con el periodista Jaime García Cantero, director de contenidos de El País Retina.
Claves del día
¿De qué se va a hablar hoy en nuestro país? Josep Ramoneda, Edu Madina, Ignasi Guardans, Berna González Harbour, Antón Losada, Mariola Urrea, Cristina Monge, entre otros muchos, te lo cuentan en un minuto.
Rojo y negro
En un país como el nuestro, lleno de contrastes y prácticamente irreconciliable, nos fijamos en pequeñas preferencias que nos hacen totalmente distintos y que siempre son objeto de discusión.
La cara B
Muchas veces, en La Cara B de las cintas de cassete o de los LPs se encontraban verdaderas joyas. En esta sección de Sara Vítores que nació en Hora 25, se busca darle una vuelta a la palabra, el concepto o la frase de la semana, para acercarse a ella desde su etimología, su significado original y su presencia en canciones, películas o libros. Los viernes a las 10:30 de la mañana.
Viaje de ida
En esta sección se hace un viaje a los lugares de la vida de alguien que ya no está entre nosotros.
La Tangente
Este espacio junta a dos personas que no tienen nada que ver pero que realmente están relacionados de alguna forma, una línea tangente.
Lenguaje
Lola Pons, historiadora de la lengua y catedrática de la Universidad de Sevilla, nos descubrirá cada semana la historia del lenguaje.
Amigos alegres
Luis Alegre nos sorprende cada 15 días con sus amigos del mundo de la cultura y con ellos charlaremos de su carrera, de la actualidad, etc.
Pretérito pluscuamperfecto
En este espacio recordamos el pasado a través del pasado y con protagonistas de ese pasado.
Cosas que merecen la pena
Edurne Portela tiene un radar para identificar y compartir cosas que merecen la pena. Los lunes, Edurne ensancha la vida.

### Especiales
El programa se ve alterado cuando se retransmite desde otro lugar distinto a los estudios de la Cadena SER en la Calle Gran Vía 32. En estos casos, presenta el programa desde las 8 de la mañana hasta las 12:20 del mediodía, siendo reducida la emisión del mismo en 2 horas. Entre las 6:00 y las 8:00 de la mañana lo presenta José Luis Sastre.
En este tipo de especiales, se suele entrevistar durante la segunda parte de El Abierto al presidente de la comunidad autónoma a la que pertenece la localidad o a un personaje político destacado de la zona, ya sea un alcalde, o alguien nacido en el mismo lugar.
Otro tipo de programas especiales son el día del Sorteo Extraordinario de Navidad que se hacen cada fin de año.

### Períodos vacacionales
Durante las vacaciones de Navidad, verano y festivos, se hacía cargo del programa Pedro Blanco desde 2005 y hasta 2011 . Desde 2012 hasta el 2019 los presentadores durante el verano fueron Macarena Berlín, Aimar Bretos o Javier Ruiz. Se altera generalmente la estructura del programa. Desde el verano de 2022, la persona a cargo del Hoy Por Hoy es Jose Luis Sastre.
También se suprimen secciones como la de Actualidad Iberoamericana, con la aparición de secciones estrictamente coyunturales (por ejemplo espacios sobre el verano).

### Programación local
Hoy por hoy también cuenta con diversas versiones en desconexión local que emiten la red de emisoras de la Cadena SER de lunes a viernes (12.20 a 14 horas):
- Ràdio Alacant/Radio Alicante (Alicante): Hoy por hoy Alicante está presentado y dirigido por Paloma Serrano Oñate.
- Radio Albacete (Albacete): Hoy por hoy Albacete está presentado y dirigido por Marcos Tébar.
- Radio Asturias (Oviedo/Asturias): Asturias Hoy por hoy está presentado y dirigido por José Manuel Echever.
- Ràdio Barcelona: L'Hora L Barcelona está presentado y dirigido por Frederic Vincent.
- Radio Cádiz: Hoy por hoy Cádiz está presentado y dirigido por Carlos Alarcón y Libertad Paloma.
- Ràdio Castelló/Radio Castellón (Castellón): Hoy por hoy Castellón está presentado y dirigido por Alberto Suárez.
- Radio Zaragoza (93-5 FM/98-6 FM/873 OM): Hoy por hoy Zaragoza está presentado por David Marqueta y Juanjo Hernádez
- Radio La Comarca-Cadena SER (Alcañiz): Hoy por hoy Bajo Aragón está presentado y dirigido por María Sarasa.
- Ràdio Lleida (Lérida): L'Hora L Lleida está presentado y dirigido por Mercè March.
- Ràdio Girona (Gerona): L'Hora L Girona está presentado y dirigido por Màxim Castillo.
- Radio Extremadura (Badajoz) (94-2 FM/1008 AM) Hoy por hoy Badajoz está presentado y dirigido por Mayte Carrasco.
- Radio Granada: Hoy por hoy Granada está presentado y dirigido por Rafael Troyano.
- Radio Guadix: Hoy por hoy Guadix está presentado y dirigido por Jesús Javier Pérez.
- Radio Madrid (105-4 FM/810 OM): Hoy por hoy Madrid está presentado y dirigido por Marta González Novo.
- Radio Rioja (La RIoja) (100-7 FM): Hoy por hoy La Rioja está presentado y dirigido por Rafael Martínez y Mariola Alesanco.
- Radio Orihuela (90-5 FM): Hoy por hoy Vega Baja está presentado y dirigido por Juan Pablo Pérez.
- Radio Pamplona (100-4 FM): Hoy por Hoy Navarra está presentado y dirigido por Mamen García y Joaquim Torrents
- Ràdio Reus: L'Hora L Reus está presentado y dirigido por Josep Baiges.
- Radio San Sebastián (102-0 FM/1044 OM): Hoy por hoy San Sebastián está presentado y dirigido por Vanessa Rodríguez.
- Ràdio SER Principat d'Andorra (Andorra la Vieja): L'Hora L Andorra está presentado y dirigido por Ester Pons.
- Radio Sevilla (103-2 FM/792 OM): Hoy Por hoy Sevilla está presentado y dirigido por Salomón Hachuel.
- Radio Córdoba (93-5 FM/1575 OM): Córdoba Hoy Por hoy. Dirigido por José María Martín y presentado por María José Martínez.
- Ràdio Tarragona: L'Hora L Tarragona está presentado y dirigido por Jordi Cartanyà.
- Ràdio Terrassa (Tarrasa): Catalunya Hoy por hoy está presentado y dirigido por Fernando Del Collado.
- Radio Valladolid: Hoy por hoy Valladolid está presentado y dirigido por Carlos Flores.
- SER Ebre (Tortosa): L'Hora L Terres de l'Ebre está presentado y dirigido por Sílvia Tejedor.
- SER Henares (Alcalá de Henares): Hoy por Hoy Henares está presentado y dirigido por Sergio García.
- SER Madrid Norte (Alcobendas): Hoy por hoy Madrid Norte está presentado y dirigido por Nacho López Llandres.
- SER Madrid Sur (Parla, Getafe, Fuenlabrada, Leganés, Pinto...): Hoy por hoy Madrid Sur está presentado y dirigido por David Sañudo.
- SER Penedès-Garraf (Villafranca del Panadés): L'Hora L Penedès-Garraf está presentado y dirigido por Eva Hidalgo.
- Radio SER Gijón, (96-5FM) (Gijón/Asturias): Hoy por hoy Gijón está presentado y dirigido por Paloma Llanos.
- Radio Bilbao (93-2 FM/990 OM): Hoy por hoy Bilbao está presentado y dirigido desde septiembre de 2009 por Azul Tejerina.
- SER Radio Melilla (1485 OM): Hoy por hoy Melilla está dirigido por Toñy Ramos y presentado por Cristina Salinas y Juan Carlos Parra.
- Radio Tarancón (88-0 FM): Hoy por hoy Tarancón está dirigido y presentado por Mari Carmen Domínguez
- SER Torrelavega (94-7 FM): Hoy por hoy Torrelavega está presentado y dirigido por Joaquín Díaz. Boletines informativos de las 07:20 y 08:20 presentados por Conchi Castañeda.
- SER Málaga (100-4 FM): Hoy por hoy Málaga dirigido y presentado por Esther Luque.
- Radio Aranda (87-8 FM): Hoy por hoy Aranda está presentado y dirigido por Valentín García.
- Radio Medina - Medina del Campo (89-2 FM) Hoy por hoy Medina dirigido y presentado por Noelia Romo.
- SER Vitoria (88-2 FM): Hoy por hoy Vitoria presentado por Delia Tobías. Informativos de las 07:30 y 08:50 con Íker Armentia.
- SER Oriente (Llanes/Asturias): Hoy por hoy Oriente fue presentado y dirigido por Olaya Romano hasta 2018 y está presentado y dirigido, desde noviembre de 2021, por Almudena Iglesias.
- Radio Castellón (91-2 FM/1521 OM): Hoy por hoy Castellón está presentado y dirigido por Alberto Suárez. (www.radiocastellon.com).
- Radio León (León) (92-6 FM/1341 OM): Hoy por hoy León está presentado y dirigido por Chechu Gómez.
- Radio Bierzo (90.4 FM): Hoy por hoy Bierzo está presentado y dirigido por Fernando Tascón.
- Radio Salamanca (96.9 FM/1026 OM): Hoy por hoy Salamanca está presentado y dirigido por Santiago Juanes. (www.radiosalamanca.com).
- Radio Haro (100.7 FM): Hoy por hoy Rioja alta está presentado por Isabel Virumbrales y Rafael Martínez.(www.radioharo.com).
- SER Tudela (90-4FM): Hoy por Hoy Tudela está presentado y dirigido por Joaquim Torrents.
- Radio Vigo (100.6 FM y 1.026 OM): Hoy por hoy Vigo está presentado por Jacobo Buceta.(www.radiovigo.com).

Hoy por Hoy Madrid se emite para toda España a través de la red de radio estatal DAB y en la TDT estatal como servicio adicional; y para todo el mundo a través de la radio en línea de CadenaSER.com.

## Hoy por hoy (México)
Hoy por hoy, también es el nombre del noticiero de la cadena W Radio (de Radiópolis).

### Lunes a viernes
- Primera emisión: de 13:00 a 16:00 con Omar Astorga y Rosario Carmona. Anteriormente en la Segunda Emisión lo condujo primero Carmen Aristegui, luego Carlos Loret de Mola, Carlos Urdiales y después León Krauze.

- Segunda emisión: de 20:00 a 22:00 con Salvador Camarena. Anteriormente en la Tercera Emisión lo condujo primero Javier Solorzano, luego Ezra Shabot y después León Krauze.

### Domingo
- Hoy por hoy Domingo: de 10:00 a 12:00 con Ignacio Lozano.

(horarios del Centro de México)

## Hoy por hoy (Colombia)
Transmite de lunes a viernes en la cadena Caracol Radio.
- 6 a.m. Hoy por hoy: (anteriormente conocido como 6 a.m. 9 a.m.) de 6:00 a 10:00 a.m. con Gustavo Gómez, Jorge Espinosa, Vanessa de la Torre y Steven Arce.
- 10 a.m. Hoy por hoy: de 10:00 a.m. a 12:00 p.m. con Vanessa de la Torre y Pascual Gaviria.

## Hoy por hoy (Los Ángeles)
Transmite de lunes a viernes en la cadena W Radio Los Angeles al sur de California.
- Hoy por hoy de 5:00 a 6:00 a.m. con Gerardo Lorenz (horario del Pacífico de los Estados Unidos).

## Hoy por hoy (Uruguay)
Programa de la Televisión Uruguaya, producido por el departamento de informativos de Canal 5, formada en 2004, se emite todos los viernes, después de Canal 5 Informa Edición Central.